# Сато Хісайосі
Сато Хісайосі  (яп. 佐藤 久佳, 12 січня 1987) — японський плавець, олімпійський медаліст.

## Виступи на Олімпіадах
| Олімпіада  | Дисципліна                            | Місце |
| ---------- | ------------------------------------- | ----- |
| Пекін 2008 | плавання на 100 метрів вільним стилем | 40    |
| Пекін 2008 | естафета 4 × 100 вільним стилем       | 14    |
| Пекін 2008 | комплексна естафета 4 × 100           | 3     |